# Ubasalu
Koordinaten: 58° 53′ N, 23° 59′ O
Ubasalu (deutsch Neu-Parmel) ist ein Dorf (estnisch küla) in der Landgemeinde Lääne-Nigula (bis 2017: Landgemeinde Kullamaa) im Kreis Lääne in Estland.

## Einwohnerschaft und Lage
Der Ort hat 17 Einwohner (Stand 31. Dezember 2021).
Das Dorf hat dem neun Kilometer langen Ubasalu-Bach (Ubasalu oja) seinen Namen gegeben. Er ist der zweitlängste Nebenstrom des Flusses Liivi (Liivi jõgi).

## Geschichte
Die Geschichte des Ortes ist eng mit dem Hof und Dorf Liivi (historischer deutscher Name Parmel bzw. Alt-Parmel) verbunden. Ubasalu entstand als Siedlung drei Kilometer nördlich. 1910 wurde die Gegend an die Don-Agrar-Bank verkauft.